# Toledo (Ohio)
Toledo (/təˈliːdoʊ/) è un comune (city) degli Stati Uniti d'America e capoluogo della contea di Lucas nello Stato dell'Ohio. La popolazione era di 274 975 abitanti al censimento del 2018, il che la rende la quarta città più popolosa dello stato, dietro Columbus, Cleveland, e Cincinnati, e la 74ª città più popolosa della nazione. Gli abitanti di Toledo vengono chiamati Toledoan.

## Geografia fisica
Toledo è situata a 41°39′56″N 83°34′31″W (41.665682, −83.575337). Secondo lo United States Census Bureau, ha un'area totale di 84,12 miglia quadrate (217,87 km²).

## Storia
Toledo fu fondata nel 1833 ed è nota con il soprannome di Città del Vetro per i suoi grattacieli che si riflettono sull'acqua del lago Erie. Nei pressi della città avvenne un fatto storico (1835-1836), chiamato Guerra di Toledo, originato dalla contesa tra gli Stati del Michigan e dell'Ohio di un territorio piccolo e sottile al confine tra loro, chiamato appunto Striscia di Toledo.

## Monumenti e luoghi di interesse
La neogotica chiesa di San Patrizio iscritta nel National Register of Historic Places.

## Società

### Evoluzione demografica
Secondo il censimento del 2010, c'erano 287 208 abitanti.
Nel 2018 la città conta 274 975 abitanti.

### Etnie e minoranze straniere
Secondo il censimento del 2010, la composizione etnica della città era formata dal 64,8% di bianchi, il 27,2% di neri o afroamericani, lo 0,4% di nativi americani, l'1,1% di asiatici, il 2,6% di altre etnie, e il 3,9% di due o più etnie. Ispanici o latinos di qualunque provenienza erano il 7,4% della popolazione.

## Amministrazione

### Gemellaggi
- Valle della Beqa'
- Coimbatore
- Contea di Csongrád-Csanád
- Delmenhorst
- Hyderabad
- Londrina
- Poznań
- Qinhuangdao
- Seghedino
- Tanga
- Toledo
- Toyohashi
- Eberswalde
- Ferrara